# Ароняну
Ароняну (рум. Aroneanu) — село у повіті Ясси в Румунії. Входить до складу комуни Ароняну.
Село розташоване на відстані 329 км на північ від Бухареста, 5 км на північ від Ясс.

## Населення
За даними перепису населення 2002 року у селі проживали 1020 осіб, з них 1019 осіб (99,9%) румунів. Рідною мовою 1019 осіб (99,9%) назвали румунську.